# 松山町 (鹿児島県)
松山町（まつやまちょう）は、鹿児島県の東部にあった町で、曽於郡に属する。「やっちく（野菜と畜産）」をキャッチフレーズとしていた。
2006年1月1日、志布志町・有明町と合併（新設合併）して市制施行、志布志市となり消滅した。

## 歴史
廃藩置県までは日向国諸県郡松山郷（外城）。江戸時代は薩摩藩（島津氏）領であった。
- 1889年4月1日 - 町村制施行により南諸県郡松山村が発足。
- 1897年4月1日 - 南諸県郡・東囎唹郡が合併し囎唹郡の所属となる[1]。
- 1958年4月1日 - 松山村が町制施行。松山町となる。
- 1964年1月、名誉町民第一号に山本茂 (実業家・政治家)が推戴される。
- 2006年1月1日 - 志布志町，有明町と合併して志布志市となる。

## 行政
- 町長：上村環
- 名誉町民: 第一号 山本茂 (実業家・政治家) (昭和三十九年一月推戴)

## 提携都市

### 国内
- 山形県飽海郡松山町

## 地域

### 教育

#### 中学校
- 松山町立松山中学校

#### 小学校
- 松山町立松山小学校
- 松山町立泰野小学校
- 松山町立尾野見小学校

## 交通
- 最寄り空港は鹿児島空港・宮崎空港。
- 最寄り鉄道駅は志布志駅または都城駅。

### バス路線

#### 一般路線バス
- 大隅交通ネットワーク
- 三州自動車

### 道路
- 都城志布志道路松山インターチェンジ
- 一般国道なし
- 道の駅：道の駅松山（鹿児島県道・宮崎県道109号飯野松山都城線）

## 名所・旧跡・観光スポット・祭事・催事
- 松山城址

## 松山町出身の有名人
- 綾小路きみまろ（漫談家）